# Conseillers techniques régionaux
En France, un conseiller technique régional est un intervenant dont la mission est de stimuler la création de nouveaux clubs, former des entraîneurs fédéraux et améliorer l'image du sport.

## Historique
Le corps des conseillers techniques régionaux apparut fin des années cinquante. En 1961, sachant que la guerre d’Algérie, très coûteuse, allait cesser, le gouvernement, à la demande du général de Gaulle, mit en place la loi Programme pour l’Équipement sportif et socio-éducatif, les résultats de la France aux Jeux olympiques de Rome ayant été décevants. 
Le secrétaire d'État de la Jeunesse et des Sports multiplia le corps des conseillers techniques régionaux, rattachés à une fédération.
Nommés dans une académie, à la Jeunesse et aux Sports, leur but était la création de nouveaux clubs, la formation des entraîneurs fédéraux, mais surtout de donner une autre image du sport qui faisait chaque année un bond en avant révélé notamment par les Jeux olympiques de 1960, 1964 puis 1968.
Certains d'entre eux intervenaient auprès d'une équipe nationale et la formation des entraîneurs de niveau 3.
En 1966, dans l'académie de Montpellier, le directeur de la Jeunesse et des Sports, M. Bouillon, avait en place une équipe solide qui représentait neuf sports : René Chocat pour le basket-ball, Jacques Shaw, volley-ball, JC Albert en gymnastique, Hubert Grillat dans le handball, Robert Saunier pour la lutte, Philippe Soria en voile,  Henri Gasc en athlétisme Carrière pour la moyenne montagne et Jean-Luc Mas en tennis.
Leur objectif était de voir chaque club, de le tester, de conduire un entraînement reposant sur les fondamentaux de leur sport, de conseiller les entraîneurs, de voir si de jeunes enfants avaient des qualités, de les convoquer, avec leur entraîneur dans des stages départementaux puis régionaux. Tous les sports, après les J.O. de Rome, puis ceux de Mexico, avaient fait un bond en avant, modifiant les bases motrices, techniques et tactiques, que les CTR allaient devoir expliquer puis transmettre aux entraîneurs des clubs.
Tous les bénévoles s'occupant de leur club devaient découvrir et assimiler une autre manière d'entraîner les jeunes enfants, comment on pouvait organiser le club pour qu'il intéresse les enfants, les fassent progresser, en prenant du plaisir. En accord avec le comité régional, des stages devaient être mis en place pour accueillir entraîneurs et gymnastes. Les entraîneurs lors des stages de formation étaient informés sur la technique, sur la biomécanique, sur la tactique, sur l'organisation des séances, leur durée, sur l'approche pédagogique des gymnastes. Au moyen de films procurés par les fédérations, ils pouvaient découvrir leur sport au niveau mondial, comment on pouvait le présenter à de jeunes enfants.
Ce fut au travers de multiples interventions, d'actions sur le terrain, surtout sur l'apport des stages que certains clubs comprirent que c'était un nouveau sport, plus dynamique, plus sportif, avec des entraînements répétés (de deux à cinq séances par semaine) que les progrès seraient alors visibles.
Le CTR était responsable de la région, des CTD furent nommés dans chaque département, à Paris et Montpellier.  Cela multiplia les stages et les visites aux clubs.
Certains CTR n’ayant pas un diplôme d’enseignant éprouvèrent des difficultés  lors de leurs venues dans quelques lycées. A ma demande, le collectif des CTR  proposa qu’un stage de recyclage pour les enseignants EPS, soit mis en place la dernière semaine de juin au CREPS de Montpellier, demande aussitôt acceptée par  Monsieur Bouillon, puis Monsieur le Recteur.
Le premier stage eut lieu en 1966, en présence de nombreux enseignants. Moment d’information sur la technique, venant des CTR, des professeurs du CREPS, d’enseignants sportifs anciens joueurs, ou entraineurs de haut niveau. Attendu et accepté, par les professeurs, il allait se répéter chaque année, demeurer un lieu de propositions, d’échanges,  et par la suite, devenir un  puissant moteur pour l’évolution de l’EPS.
La plupart des CTR étaient aussi engagés dans une action nationale de formation des entraîneurs de niveau 3, ou avec une équipe nationale.

## Formation et fonction
Les CTR sont choisis  en tant qu'anciens sportifs ou entraîneurs,  mais doivent  être titulaires au minimum d'un Brevet d'État d'éducateur sportif (BEES) 2e degré dans leur discipline sportive ou,  professeurs de sport. Un comité régional peut faire une demande à sa Fédération, mais leurs nominations se fait par le Ministère de la Jeunesse et des Sports. Le poste est également ouvert aux professeurs EPS, ayant été sportifs ou entraîneurs de haut niveau, et aux inspecteurs du ministère de la Jeunesse et des Sports
Les missions d'un CTR sont multiples : il doit assurer un travail de détection dans sa zone géographique de sportifs prometteurs, de l'évaluation de ceux-ci, d'un point sportif ou humain - capacité à progresser, évaluation des possibilités de résistances à la pression et au stress, volonté de gagner -  et de remonter ces informations au Directeur Technique Régional. Il assure l'organisation de réunions sportives permettant ces détections. Il assure également la formation des entraîneurs et le conseil des organismes liés au sport, formateurs, arbitres, autorités locales[réf. souhaitée].